# Shamil Guitinov
Shamil Guitínov –en ruso, Шамиль Гитинов– (4 de julio de 1989) es un deportista armenio de origen daguestano que compitió en lucha libre. Ganó dos medallas en el Campeonato Europeo de Lucha, plata en 2006 y bronce en 2007.

## Palmarés internacional
| Campeonato Europeo | Campeonato Europeo | Campeonato Europeo | Campeonato Europeo |
| Año                | Lugar              | Medalla            | Categoría          |
| ------------------ | ------------------ | ------------------ | ------------------ |
| 2006               | Moscú (Rusia)      | Medalla de plata   | 96 kg              |
| 2007               | Sofía (Bulgaria)   | Medalla de bronce  | 96 kg              |